# Modrová
Modrová (węg. Nagymodró, niem. Großmodro, Großmodrau) – wieś i gmina (obec) w powiecie Nowe Miasto nad Wagiem, w kraju trenczyńskim, w zachodniej Słowacji. Zamieszkuje ją około 500 osób (dane z 2016 roku).

## Historia
Wieś została wspomniana po raz pierwszy w 1348 w dokumentach historycznych. Do 1927 nazywała się Veľká Modrovka.

## Geografia
Centrum wsi leży na wysokości 204 m n.p.m. Gmina zajmuje powierzchnię 11,67 km².